# Говин, Ярослав
Ярослав Адам Говин (пол. Jarosław Adam Gowin; р. 4 декабря 1961 года) — польский государственный и политический деятель, министр юстиции в правительстве Дональда Туска (2013—2015), вице-премьер и министр науки и высшего образования в правительстве Беаты Шидло (с 2015 года).

## Биография
Ярослав Говин родился 4 декабря 1961 года в Кракове, где и вырос. Родители Ярослава были членами антикоммунистического движения Свобода и Независимость.
Учился в Лицее имени короля Станислава Лещинского в Ясло. Окончил Ягеллонский университет, где состоял в Независимом союзе студентов. В конце 1980-х годов поступил в Кембриджский университет. По возвращении в Польшу происходит более близкое знакомство Говина с Юзефом Тишнером, чья религиозная и политическая философия существенно повлияла на взгляды Говина. Впоследствии Говин становится основателем Европейского университета в Кракове, который позднее получил имя Ю. Тишнера.
В 1990 году принимал участие в создании Форума демократических правых. Вступил в Союз свободы.
С 1994 по 2005 год Говин был редактором консервативного католического журнала Znak.
На парламентских выборах 2005 года избирается в Сенат Польши от Гражданской платформы. На досрочных парламентских выборах 2007 года Говин был успешно переизбран в парламент, получив 160 465 голосов избирателей.
После парламентских выборов 2011 года президент Бронислав Коморовский назначил Говина  министром юстиции втором правительстве Дональда Туска и занимал эту должность до 6 мая 2013 года.
В том же году Говин участвовал в выборах председателя Гражданской платформы, но проиграл Дональду Туску. В сентябре 2013 он вышел из партии.
7 декабря 2013 объявил о создании собственной партии «Польша вместе» и стал её лидером.
На выборах в Европарламент в 2014 году открыл партийный список собственной партии в Малопольско-Свентокшиском избирательном округе, но не смог преодолеть барьер в 5%. В том же году наладил контакты с партией Право и Справедливость. 
На парламентских выборах 2015 года был избран депутатом Сейма, получил 43 539 голосов.
16 ноября 2015 года занял посты вице-премьера и министра науки и высшего образования в правительстве Беаты Шидло.
4 ноября 2017 объявил о создании новой политической партии «Согласие».
11 декабря 2017 назначен заместителем Председателя Совета министров в правительстве Матеуша Моравецкого.
В 2018 под руководством Говина была проведена реформа системы образования и принят новый Закон о высшем образовании и науке, также известный как «Закон 2.0»
На парламентских выборах 2019 года вновь переизбран в Сейм.
В начале апреля 2020 года на фоне распространения пандемии COVID-19 подал в отставку. 9 апреля 2020 Анджей Дуда подписал соответствующий указ.
6 октября 2020 Говин вернулся в правительство, где стал министром труда, развития и технологий.
10 августа 2021 председатель правительства Матеуш Моравецкий подал президенту ходатайство об увольнении Говина с его правительственных должностей. На следующий день Говин указом президента был уволен с поста министра. В том же месяце Говин объявил о выходе его партии из правительственной коалиции и переходе в оппозицию.
10 декабря 2022 на внеочередном съещде партии «Согласие» Говин подал в отставку с поста председателя. Новым лидером была избрана Магдалена Срока.
Женат, имеет троих детей.

## Результаты выборов
| Выборы | Избирательный комитет | Избирательный комитет  | Орган                             | Результат       |
| ------ | --------------------- | ---------------------- | --------------------------------- | --------------- |
| 2005   |                       | Гражданская платформа  | Сенат VI созыва                   | 157 083 (2,47%) |
| 2007   | Сейм VI созыва        | Гражданская платформа  | 160 465 (28,58%)                  |                 |
| 2011   | Сейм VII созыва       | Гражданская платформа  | 62 570 (12,35%)                   |                 |
| 2014   |                       | Польша вместе          | Европейский парламент VIII созыва | 40 699 (4,45%)  |
| 2015   |                       | Право и Справедливость | Сейм VIII созыва                  | 43 539 (8,02%)  |
| 2019   | Сейм IX созыва        | Право и Справедливость | 15 802 (2,43%)                    |                 |